# Bernard Nieuwentyt
Bernard Nieuwentyt, nizozemski filozof, matematik, zdravnik in teolog, * 10. avgust 1654, West-Graftdijk, † 30. maj 1718, Purmerend.
V svojem filozofskem delu je sledil Descartesu in ni soglašal z nazori Spinoze.
V svojem glavnem delu Het regt gebruik der werelt beschouwingen, ter overtuiginge van ongodisten en ongelovigen iz leta 1716 je pretresal obstoj boga in nasprotoval Spinozi. Delo je izšlo v več izdajah, prevedli pa so ga tudi v angleščino in francoščino. Izvod knjige je imel Voltaire, vplivala je tudi na Paleyja.